# Comé-Comédie
"Comé-comédie" (tradução portuguesa" Vem, comédia") foi o título da canção que representou a França no Festival Eurovisão da Canção 1972, interpretada em francês por Betty Mars. Foi a segunda canção a ser interpretada na noite do evento, a seguir à canção alemã "Nur Die Liebe Läßt Uns Leben", interpretada por Mary Roos e antes da canção irlandesa "Ceol an Ghrá", interpretada por Sandie Jones. No final terminou em 11.º lugar, recebendo um total de 81 pontos.

## Autores
A canção francesa tinha letra e música de Frédéric Botton e foi orquestrada pelo maestro Franck Pourcel. 

## Versões
Berry Mars além da versão original em francês, lançou uma em alemão intitulada "Komödiant der Liebe".

## Letra
Na canção, Mars canta sobre a alegria que virá quando ela e o seu amante disserem que estão apaixonados um pelo outro. 